# 나스닥 빌뉴스
나스닥 빌뉴스(Nasdaq Vilnius)는 예전에는 빌뉴스 증권거래소(VSE)로 불려진 리투아니아의 증권거래소이다. 1993년에 설립되었다.
현재는 나스닥 노르딕의 산하 증권거래소로 편입되어있다.
VSE는 나스닥 리가, 나스닥 탈린과 함께 발트 3국 시장(OMX 발트 10) 사이의 투자 장벽을 최소화하기 위해 설립된 발트해 공동시장 중 일부이다.

## 같이 보기
- 나스닥 코펜하겐
- 나스닥 스톡홀름
- 나스닥 헬싱키
- 나스닥 노르딕
- 나스닥 리가
- 나스닥 탈린
- 나스닥 아이슬란드